# Iuliana Demetrescu

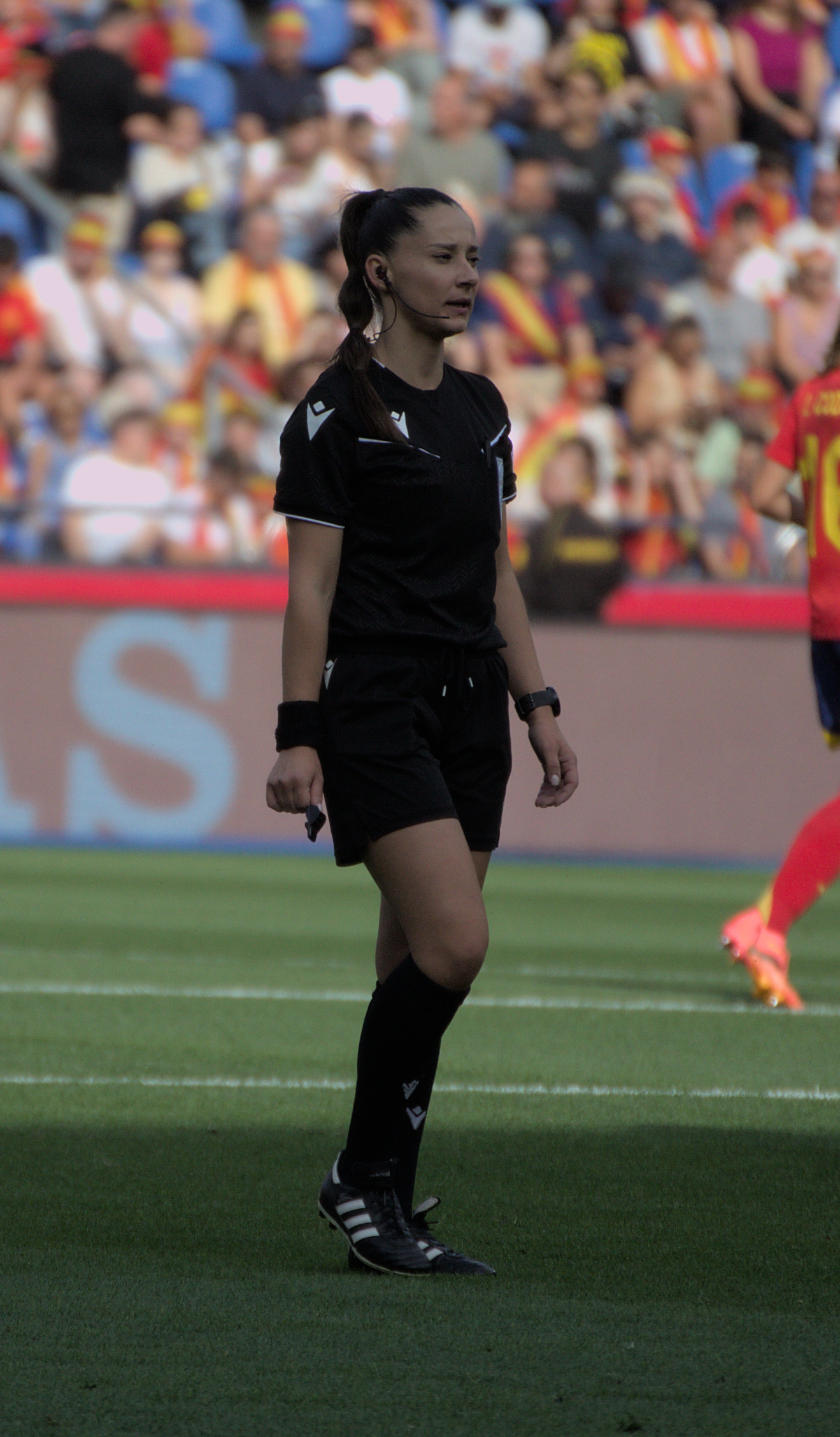
Iuliana Demetrescu, 2024

Iuliana Elena Demetrescu (* 10. Januar 1990 in Râmnicu Vâlcea) ist eine rumänische Fußballschiedsrichterin.

## Werdegang
Demetrescu arbeitet als Lehrerin in Râmnicu Vâlcea. Sie ist Schiedsrichterin in der rumänischen Liga 1 und zählt zur Gruppe der UEFA-Elite-Schiedsrichterinnen.
Seit 2016 steht sie auf der FIFA-Liste und leitet internationale Fußballpartien.
Bei der U-17-Europameisterschaft 2019 in Bulgarien im Mai 2019 hatte sie drei Einsätze, unter anderem leitete sie das Finale zwischen den Niederlanden und Deutschland (1:1 n. V., 2:3 i. E.).
Am 26. September 2019 leitete sie mit dem Spiel Arsenal Women FC gegen ACF Fiorentina (2:0) erstmals eine Partie in der UEFA Women’s Champions League.
Im April 2022 wurde Demetrescu als Schiedsrichterin für die Fußball-Europameisterschaft 2022 in England nominiert und leitete dort mit ihren Assistentinnen Petruța Iugulescu und Anita Vad zwei Spiele. In der zuvor stattfindenden EM-Qualifikation hatte sie bereits sechs Einsätze.
Zudem war sie als Schiedsrichterin bei der U-17-Weltmeisterschaft 2022 in Indien im Einsatz.
Im Januar 2023 wurde Demetrescu für die Weltmeisterschaft 2023 in Australien und Neuseeland nominiert.
Im darauffolgenden Jahr wurde sie bei der U-20-Weltmeisterschaft 2024 in Kolumbien als Schiedsrichterin eingesetzt.
Sie wurde als eine von 13 Schiedsrichterinnen für die Europameisterschaft 2025 in der Schweiz nominiert.

## Einsätze bei Turnieren

### Fußball-Europameisterschaft 2022
| Phase        | Datum         | Spielort      | Heimmannschaft | Gastmannschaft | Ergebnis  |
| ------------ | ------------- | ------------- | -------------- | -------------- | --------- |
| Gruppenphase | 12. Juli 2022 | Milton Keynes | Dänemark       | Finnland       | 1:0 (0:0) |
| Gruppenphase | 17. Juli 2022 | Sheffield     | Schweiz        | Niederlande    | 1:4 (0:0) |

### Fußball-Europameisterschaft 2025
| Phase        | Datum         | Spielort | Heimmannschaft | Gastmannschaft | Ergebnis  |
| ------------ | ------------- | -------- | -------------- | -------------- | --------- |
| Gruppenphase | 3. Juli 2025  | Bern     | Spanien        | Portugal       | 5:0 (4:0) |
| Gruppenphase | 11. Juli 2025 | Bern     | Italien        | Spanien        | 1:3 (1:1) |